# Заир на летних Олимпийских играх 1988
Заир принимал участие в Летних Олимпийских играх 1988 года в Сеуле (Республика Корея), в третий раз за свою историю, но не завоевал ни одной медали. Сборную страны представляли 16 атлетов (из которых две женщины), которые выступили в трёх видах программы: в боксе, легкой атлетике и в велосипедном спорте. Знаменосцем заирской команды была бегунья Диканда Диба.

## Результаты

### Бокс
Спортсменов — 6
| Спортсмен       | Весовая категория | Первый раунд              | Второй раунд                    | Четвертьфинал                   | Полуфинал            | Финал                | Финал |
| Спортсмен       | Весовая категория | Соперник Счёт             | Соперник Счёт                   | Соперник Счёт                   | Соперник Счёт        | Соперник Счёт        | Место |
| --------------- | ----------------- | ------------------------- | ------------------------------- | ------------------------------- | -------------------- | -------------------- | ----- |
| Ибибонго Ндуита | до 54 кг          | Хаджи Алли Танзания В 3:2 | Мацусима Кациюки Япония П 0:5   | Завершил выступление            | Завершил выступление | Завершил выступление | 17    |
| Кампомпо Мианго | до 63.5 кг        | —                         | Литон Мфанде Малави DSQ         | Завершил выступление            | Завершил выступление | Завершил выступление | —     |
| Вабанко Банко   | до 71 кг          | —                         | Лауренсио Меркадо Эквадор П 0:5 | Завершил выступление            | Завершил выступление | Завершил выступление | 17    |
| Серж Кабонго    | до 75 кг          | —                         | Джеймс Иахуат Вануату В RSC     | Сейд Хуссейн Шах Пакистан П 0:5 | Завершил выступление | Завершил выступление | 9     |
| Рунд Каника     | до 81 кг          |                           | Осмонд Имадию Нигерия П KO      | Завершил выступление            | Завершил выступление | Завершил выступление | 17    |
| Шабалала Кадима | свыше 91 кг       |                           | Андреас Шнайдерс ФРГ П RSC      | Завершил выступление            | Завершил выступление | Завершил выступление | 17    |

### Велоспорт
Спортсменов — 4
| Спортсмен                                                   | Дисциплина      | Время                | Место |
| ----------------------------------------------------------- | --------------- | -------------------- | ----- |
| Мобанге Амиси                                               | Групповая гонка | 4:43:15 (+10:53)     | 98    |
| Кимпале Мосенго                                             | Групповая гонка | 4:45:20 (+12:58)     | 104   |
| Нджибу Нголоминги                                           | Групповая гонка | DNF                  | DNF   |
| Мобанге Амиси Нджибу Нголоминги Паси Мпенза Кимпале Мосенго | Командная гонка | 2:21:37,3 (+23:49,6) | 28    |

### Лёгкая атлетика
Спортсменов — 6
Мужчины
| Спортсмен     | Дисциплина | Первый раунд | Первый раунд | Первый раунд | Четвертьфинал        | Четвертьфинал        | Четвертьфинал        | Полуфинал            | Полуфинал            | Полуфинал            | Финал                | Финал                |
| Спортсмен     | Дисциплина | Время        | Место        | Итог         | Время                | Место                | Итог                 | Время                | Место                | Итог                 | Время                | Место                |
| ------------- | ---------- | ------------ | ------------ | ------------ | -------------------- | -------------------- | -------------------- | -------------------- | -------------------- | -------------------- | -------------------- | -------------------- |
| Мвана Касонго | 400 м      | DSQ          | DSQ          | DSQ          | Завершил выступления | Завершил выступления | Завершил выступления | Завершил выступления | Завершил выступления | Завершил выступления | Завершил выступления | Завершил выступления |
| Казанга Макок | 800 м      | DSQ          | DSQ          | DSQ          | Завершил выступления | Завершил выступления | Завершил выступления | Завершил выступления | Завершил выступления | Завершил выступления | Завершил выступления | Завершил выступления |
| Камана Коджи  | 10000 м    |              |              |              |                      |                      |                      | DNF                  | DNF                  | DNF                  | Завершил выступления | Завершил выступления |
| Камана Коджи  | Марафон    |              |              |              |                      |                      |                      |                      |                      |                      | 2:38:34              | 73                   |
| Калека Мутоке | Марафон    |              |              |              |                      |                      |                      |                      |                      |                      | 2:55:21              | 89                   |
| Калека Мутоке | 5000 м     |              |              |              | 14:56,33             | 16                   | 49                   | Завершил выступления | Завершил выступления | Завершил выступления | Завершил выступления | Завершил выступления |

Женщины
| Спортсменка      | Дисциплина | Первый раунд | Первый раунд | Первый раунд | Четвертьфинал         | Четвертьфинал         | Четвертьфинал         | Полуфинал             | Полуфинал             | Полуфинал             | Финал                 | Финал                 |
| Спортсменка      | Дисциплина | Время        | Место        | Итог         | Время                 | Место                 | Итог                  | Время                 | Место                 | Итог                  | Время                 | Место                 |
| ---------------- | ---------- | ------------ | ------------ | ------------ | --------------------- | --------------------- | --------------------- | --------------------- | --------------------- | --------------------- | --------------------- | --------------------- |
| Кристина Бакомбо | 400 м      | 57,85        | 6            | 43           | Завершила выступления | Завершила выступления | Завершила выступления | Завершила выступления | Завершила выступления | Завершила выступления | Завершила выступления | Завершила выступления |
| Кристина Бакомбо | 800 м      | 2:11,00      | 8            | 28           |                       |                       |                       | Завершила выступления | Завершила выступления | Завершила выступления | Завершила выступления | Завершила выступления |
| Диканда Диба     | 3000 м     | 10:32,88     | 16           | 31           |                       |                       |                       |                       |                       |                       | Завершила выступления | Завершила выступления |